# Weston Rhyn
Weston Rhyn – wieś w Anglii, w hrabstwie Shropshire. Leży 32 km na północny zachód od miasta Shrewsbury i 255 km na północny zachód od Londynu.